# Canada Tri-Nation Series 2024/25
Die Canada Tri-Nation Series 2024/25 waren zwei Cricket-Turniere, die in Kanada im jeweils ODI- und Twenty20-Cricket ausgetragen wurden. Die ODI-Serie war Bestandteil der ICC Cricket World Cup League 2 2024–2026. An beiden Drei-Nationen-Turnier traten neben dem Gastgeber Kanada die Nationalmannschaften aus Nepal und Oman gegeneinander an. Die beiden Turniere wurden zwischen dem 16. September und 3. Oktober 2024 ausgetragen. Kanada setzte sich in beiden Turnieren durch.

## Canada Tri-Nation Series 2024/25 (ODI)

### Format
In einer Gruppe spielte jede Mannschaft gegen jede andere zwei Mal. Für einen Sieg gab es zwei, für ein Unentschieden oder No Result einen Punkt.

### Stadion
Das folgende Stadion wurde für das Turnier ausgewählt.
| Stadion                 | Stadt     | Kapazität | Spiele        |
| ----------------------- | --------- | --------- | ------------- |
| Maple Leaf Cricket Club | King City | 07.000    | 1. – 6. Spiel |

### Kaderlisten
Die Mannschaften gaben vor der Tri-Series folgende Kader bekannt.
| ODI | ODI | ODI |
| Kanada | Nepal | Oman |
| --- | --- | --- |
| - Nicholas Kirton (K) - Dilpreet Bajwa - Gurbaz Bajwa - Navneet Dhaliwal - Dilon Heyliger - Aaron Johnson - Akhil Kumar - Parveen Kumar - Shreyas Movva (wk) - Ansh Patel - Kaleem Sana - Pargat Singh - Harsh Thaker - Kanwarpal Tathgur - Saad Bin Zafar | - Rohit Paudel (K) - Dipendra Singh Airee - Kushal Bhurtel - Rijan Dhakal - Gulsan Jha - Sompal Kami - Karan KC - Sandeep Lamichhane - Kushal Malla - Lalit Rajbanshi - Anil Sah (wk) - Arjun Saud (wk) - Bhim Sharki - Aarif Sheikh - Aasif Sheikh (wk) | - Aqib Ilyas (K) - Pratik Athavale (wk) - Fayyaz Butt - Khalid Kail - Kaleemullah - Ayaan Khan - Bilal Khan - Shoaib Khan - Zeeshan Maqsood - Hammad Mirza - Jay Odedra - Kashyap Prajapati - Muzahir Raza - Samay Shrivastava - Bukkapatnam Siddharth - Jatinder Singh |

### Spiele
Tabelle
| Teams  | Sp. | S | N | NR | P | NRR    |
| ------ | --- | - | - | -- | - | ------ |
| Kanada | 4   | 4 | 0 | 0  | 8 | +1.145 |
| Oman   | 4   | 1 | 2 | 1  | 3 | −0.519 |
| Nepal  | 4   | 0 | 3 | 1  | 1 | −0.994 |

Spiele
| 16. September Scorecard | King City | Kanada 253-8 (50)           | – | Nepal 150 (40.1) |
|                         |           | Kanada gewinnt mit 103 Runs |   |                  |

Nepal gewann den Münzwurf und entschied sich als Feldmannschaft zu beginnen. Als Spieler des Spiels wurde Dilon Heyliger ausgezeichnet.
| 18. September Scorecard | King City | Nepal 220-9 (50)          | – | Oman 223-9 (49.5) |
|                         |           | Oman gewinnt mit 1 Wicket |   |                   |

Oman gewann den Münzwurf und entschied sich als Feldmannschaft zu beginnen. Als Spieler des Spiels wurde Gulsan Jha ausgezeichnet.
| 20. September Scorecard | King City | Kanada 276-8 (50)          | – | Oman 217 (46) |
|                         |           | Kanada gewinnt mit 59 Runs |   |               |

Oman gewann den Münzwurf und entschied sich als Feldmannschaft zu beginnen. Als Spieler des Spiels wurde Harsh Thaker ausgezeichnet.
| 22. September Scorecard | King City | Nepal 181 (46.1)             | – | Kanada 186-5 (42) |
|                         |           | Kanada gewinnt mit 5 Wickets |   |                   |

Nepal gewann den Münzwurf und entschied sich als Schlagmannschaft zu beginnen. Als Spieler des Spiels wurde Navneet Dhaliwal ausgezeichnet.
| 24. September Scorecard | King City | Oman           | – | Nepal |
|                         |           | Spiel abgesagt |   |       |

Spiel wurde auf Grund von Regenfällen abgesagt.
| 26. September Scorecard | King City | Oman 198-8 (50)              | – | Kanada 199-5 (45.3) |
|                         |           | Kanada gewinnt mit 5 Wickets |   |                     |

Kanada gewann den Münzwurf und entschied sich als Feldmannschaft zu beginnen. Als Spieler des Spiels wurde Pargat Singh ausgezeichnet.

## Canada Tri-Nation Series 2024/25 (Twenty20)

### Format
In einer Gruppe spielte jede Mannschaft gegen jede andere zwei Mal. Für einen Sieg gab es zwei, für ein Unentschieden oder No Result einen Punkt.

### Stadion
Das folgende Stadion wurde für das Turnier ausgewählt.
| Stadion                 | Stadt     | Kapazität | Spiele        |
| ----------------------- | --------- | --------- | ------------- |
| Maple Leaf Cricket Club | King City | 07.000    | 1. – 6. Spiel |

### Kaderlisten
Die Mannschaften gaben vor der Tri-Series folgende Kader bekannt.
| ODI | ODI | ODI |
| Kanada | Nepal | Oman |
| --- | --- | --- |
| - Nicholas Kirton (K) - Dilpreet Bajwa - Navneet Dhaliwal - Dilon Heyliger - Aaron Johnson - Akhil Kumar - Parveen Kumar - Shreyas Movva (wk) - Ansh Patel - Kaleem Sana - Yuvraj Samra - Ravinderpal Singh - Gurpal Sidhu - Harsh Thaker - Kanwarpal Tathgur - Saad Bin Zafar | - Rohit Paudel (K) - Dipendra Singh Airee - Kushal Bhurtel - Rijan Dhakal - Gulsan Jha - Sompal Kami - Karan KC - Dev Khanal - Sandeep Lamichhane - Kushal Malla - Lalit Rajbanshi - Anil Sah (wk) - Arjun Saud (wk) - Bhim Sharki - Aarif Sheikh - Aasif Sheikh (wk) | - Aqib Ilyas (K) - Shakeel Ahmed - Pratik Athavale (wk) - Fayyaz Butt - Khalid Kail - Kaleemullah - Ayaan Khan - Mehran Khan - Shoaib Khan - Zeeshan Maqsood - Jay Odedra - Kashyap Prajapati - Rafiullah - Muzahir Raza - Samay Shrivastava - Bukkapatnam Siddharth - Jatinder Singh |

### Spiele
Tabelle
| Teams  | Sp. | S | N | NR | P | NRR    |
| ------ | --- | - | - | -- | - | ------ |
| Kanada | 4   | 3 | 1 | 0  | 6 | +0.309 |
| Nepal  | 4   | 2 | 2 | 0  | 4 | +0.935 |
| Oman   | 4   | 1 | 3 | 0  | 2 | −1.318 |

Spiele
| 28. September Scorecard | King City | Kanada 123-8 (20)          | – | Nepal 109 (19) |
|                         |           | Kanada gewinnt mit 14 Runs |   |                |

Nepal gewann den Münzwurf und entschied sich als Feldmannschaft zu beginnen. Als Spieler des Spiels wurde Saad Bin Zafar ausgezeichnet. 
| 29. September Scorecard | King City | Nepal 176-6 (20)          | – | Oman 139 (19.1) |
|                         |           | Nepal gewinnt mit 37 Runs |   |                 |

Oman gewann den Münzwurf und entschied sich als Feldmannschaft zu beginnen. Als Spieler des Spiels wurde Gulsan Jha ausgezeichnet. 
| 30. September Scorecard | King City | Kanada 106 (19.5)          | – | Oman 107-2 (15) |
|                         |           | Oman gewinnt mit 8 Wickets |   |                 |

Oman gewann den Münzwurf und entschied sich als Feldmannschaft zu beginnen. Als Spieler des Spiels wurde Aqib Ilyas ausgezeichnet. 
| 1. Oktober Scorecard | King City | Nepal 139-6 (20)             | – | Kanada 140-6 (19.3) |
|                      |           | Kanada gewinnt mit 4 Wickets |   |                     |

Kanada gewann den Münzwurf und entschied sich als Feldmannschaft zu beginnen. Als Spieler des Spiels wurde Saad Bin Zafar ausgezeichnet.
| 2. Oktober Scorecard | King City | Nepal 157-7 (20)          | – | Oman 101 (17.5) |
|                      |           | Nepal gewinnt mit 56 Runs |   |                 |

Oman gewann den Münzwurf und entschied sich als Feldmannschaft zu beginnen. Als Spieler des Spiels wurde Rohit Paudel ausgezeichnet.
| 3. Oktober Scorecard | King City | Oman 82 (19.4)               | – | Kanada 83-5 (14.1) |
|                      |           | Kanada gewinnt mit 5 Wickets |   |                    |

Kanada gewann den Münzwurf und entschied sich als Feldmannschaft zu beginnen. Als Spieler des Spiels wurde Parveen Kumar ausgezeichnet.